# Miroslav Lajčák
Miroslav Lajčák  (born 20 tháng 3 năm 1963) là một chính trị gia và nhà ngoại giao người Slovakia. Ông hiện giữ chức Bộ trưởng Ngoại giao Slovakia. Ngoài ra, ông từng là Chủ tịch Đại Hội đồng Liên Hợp Quốc khóa 72 từ năm 2017 đến năm 2018.